# 真鍋庭園

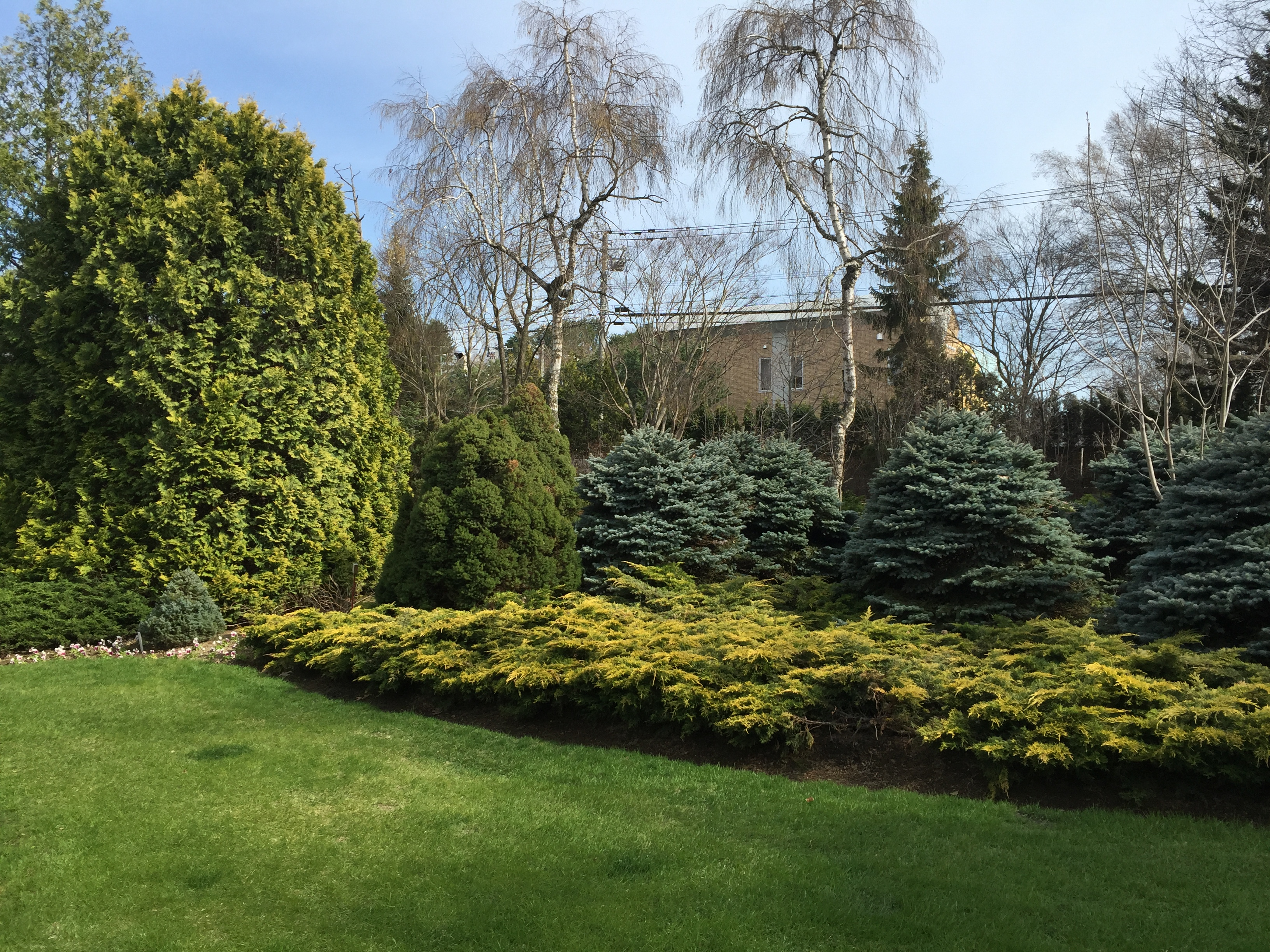
ヨーロッパガーデン

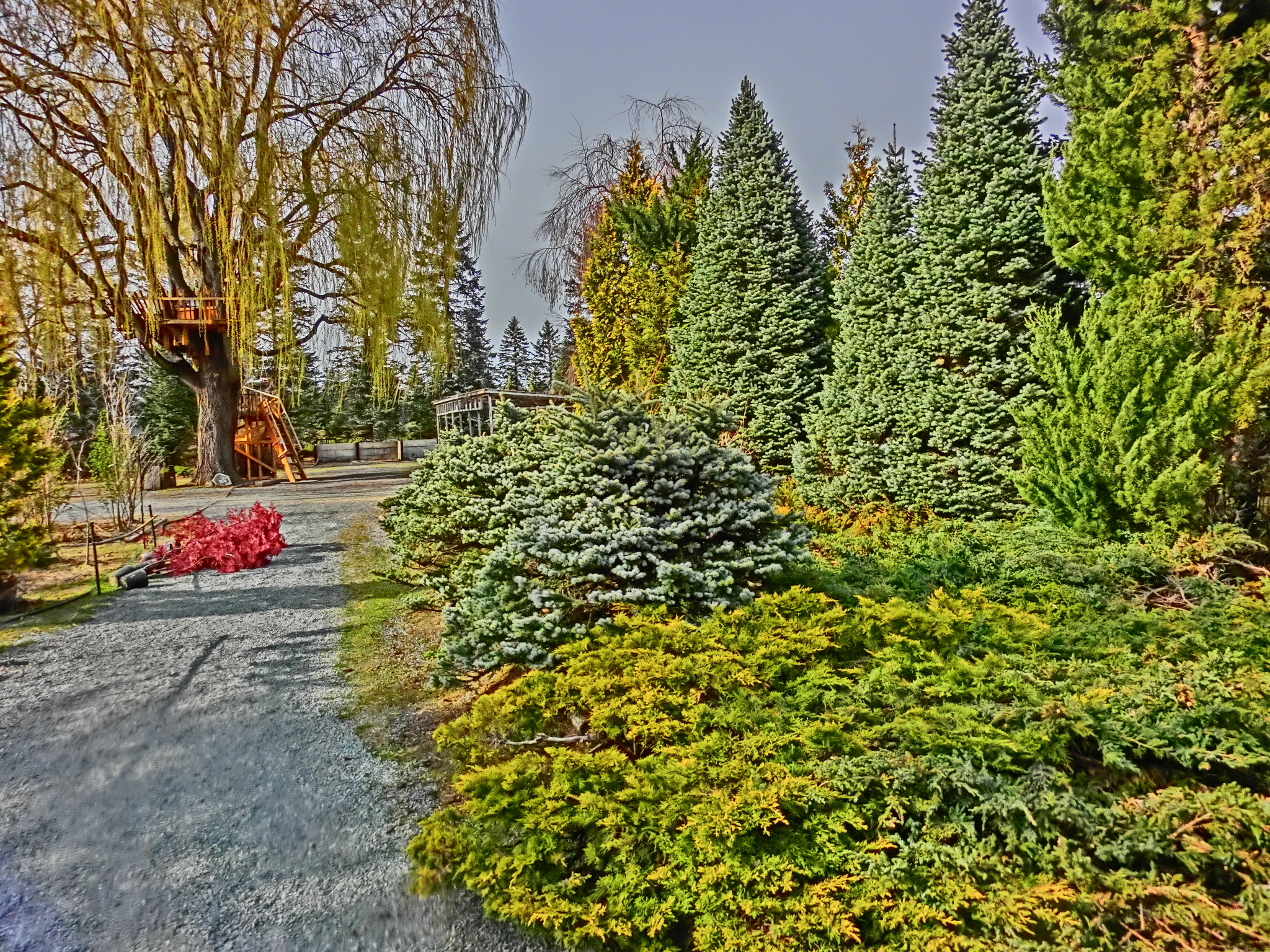
園内のコニファー

真鍋庭園（まなべていえん）は北海道帯広市稲田町にある農園、植物園。国内におけるコニファー希少品種の生産で知られる。総面積は100ヘクタールで日本一の面積。日本初のコニファー庭園とされる。

## 概要
帯広市の南側、札内川と国道236号線に挟まれた市街地に位置する。敷地の南側が一般公開されている庭園で1800-2000種類の樹木が植えられている。北側が苗木生産農場となっている。「真鍋庭園苗畑」が運営する。緑化事業にも取り組んでいる。2003年には年間3万人が庭園を訪れた。北海道ガーデン街道協議会によって十勝と上川管内を結ぶ「北海道ガーデン街道」沿いの8庭園の一つとしても挙げられている。エゾリスやモモンガも訪れる。

### 歴史
- 1896年（明治29年）に入植した眞鍋家の初代眞鍋佐市が林業を始める[7][8]。真鍋家は元々香川県がルーツとされる[8]。
- 1931年、2代目眞鍋正明が寒冷に強い庭木生産を始める[8]。これが真鍋庭園の創業となるが[2]、当時は庭園は一般公開していなかった[7]。2代目は顧客用の“ショーガーデン”として木々を植え、庭園の始まりとなる[7]。それらは、今日の日本庭園と風景式庭園の基礎となった[8]。3代目は、北欧やカナダなど世界各地から取り寄せた珍しい木々を敷地に植え[8]、西洋風庭園を拡張した[8]。
- 1966年、3代目眞鍋智紀が庭園の一般公開を開始する[1][9][10]。
- 1969年、御在所「真正閣」移築[11]。
- 1977年、「赤屋根の家」が完成[8]。
- 2011年、御在所「真正閣」築100年記念。「帯広コンテンポラリーアート2011　真正閣の100日」開催。
- 2016年、開園50周年を迎える。50周年を記念して「モンスターガーデン」を整備。2016年現在のオーナーは4代目の眞鍋憲太郎[8]。

## 庭園
日本初の本格的コニファー庭園として知られ、回遊式の庭園は面積25,000坪。樹齢1000年を越すエゾ松、トド松等、数100万本に及ぶ樹木が存在する。北海道では珍しい日本庭園も併設され、北海道の歴史的建築物も移設され保管されている。同園の随所に植えられているのはプンゲンストウヒで、エゾリスとともに同園のシンボルマークになっている。8月にはアジサイが咲き、ハマナスは晩秋まで楽しめる。散策のモデルコースは、3種類用意され30分のエゾリスコース、45分のキタキツネコース、60分のノウサギコースとなっている。ペット同伴での入場も可能。敷地は元々平坦であり庭園内の標高差はすべて造成によるもの。

### 庭園の種類
- ヨーロッパガーデン - コニファー園。赤い屋根の家がシンボルになっている[8]。
- 日本庭園 - 真正閣と鯉の池を中心とした回遊式庭園[8]。地下約350mから自噴する水温14度の地下水によって鯉の池が維持されている[8]。
- 風景式庭園 - はまなすの丘、リスの教会など。池には野生のニジマスや鴨が生息する。
- リバースボーダーガーデン - 50mにわたって南側に銅葉と黄金葉、北側に銀青葉、緑葉の4種類のカエデが植えられる[1]。2400m2に及ぶ初の整形式庭園[8][11]。
- モンスターガーデン - オモリカトウヒなどを使用して、モンスターを象った庭園[11]。2016年に設置。
- キッズガーデン
- ドワーフガーデン
- 芝生広場

### 御在所「真正閣」

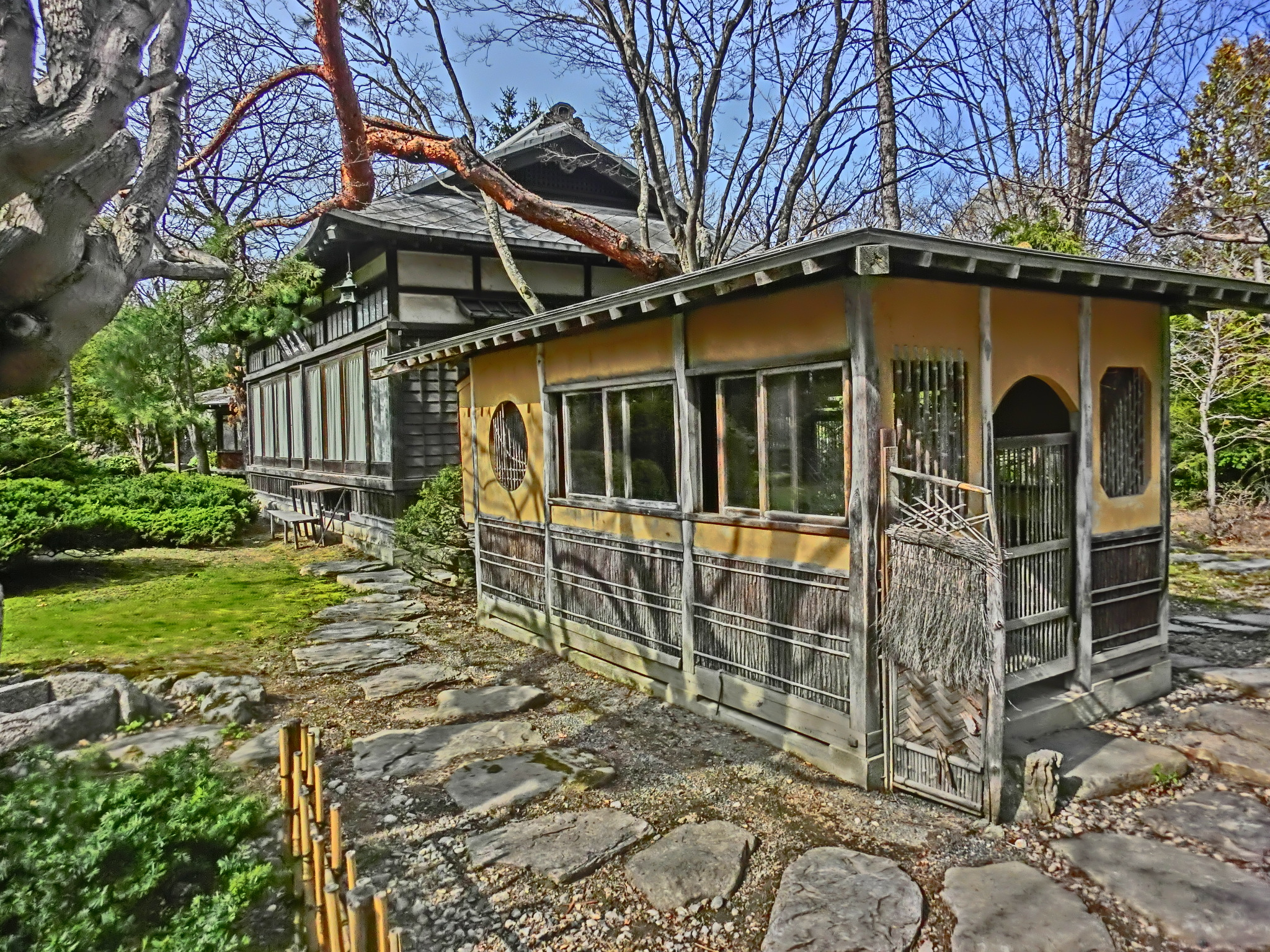
真正閣(奥側)

1911年（明治44年）、当時の皇太子（大正天皇）の休憩所「御便殿」（3室）として建築された建物。太平洋戦争後は進駐軍の宿舎として使用されたり、公民館として使用された時期もあり、「十勝公会堂」と呼ばれたこともあった。昭和37年に解体されたときに眞鍋家の2代目が買い取り、1969年（昭和43年）に園内に移築された。真正閣の名前は2代目の真鍋正明の名前に由来している。内部には皇室ゆかりの品など骨董品類が保存され、年一回公開されている。樹齢1500年の杉材の障子など、武家屋敷風の内部は当時のままを保って保存されている。

### 赤屋根の家
1977年に、3代目の住居として建設された木造2階建ての建物。使用されている木材のほとんどは真鍋家が所有する山林から切り出された。内部非公開。ヨーロッパ庭園のランドマークになっている。

### その他の設備
- 温室・ガーデンセンター
- ガーデンカフェ - 十勝産小麦のパスタなど地場産食材を使ったメニューを用意している[1]。
- 翠松庵（茶室）
- ツリーデッキ - 巨木に階段とデッキが設置されており、木の上まで登ることができるようになっている[8]。

## 生産農園

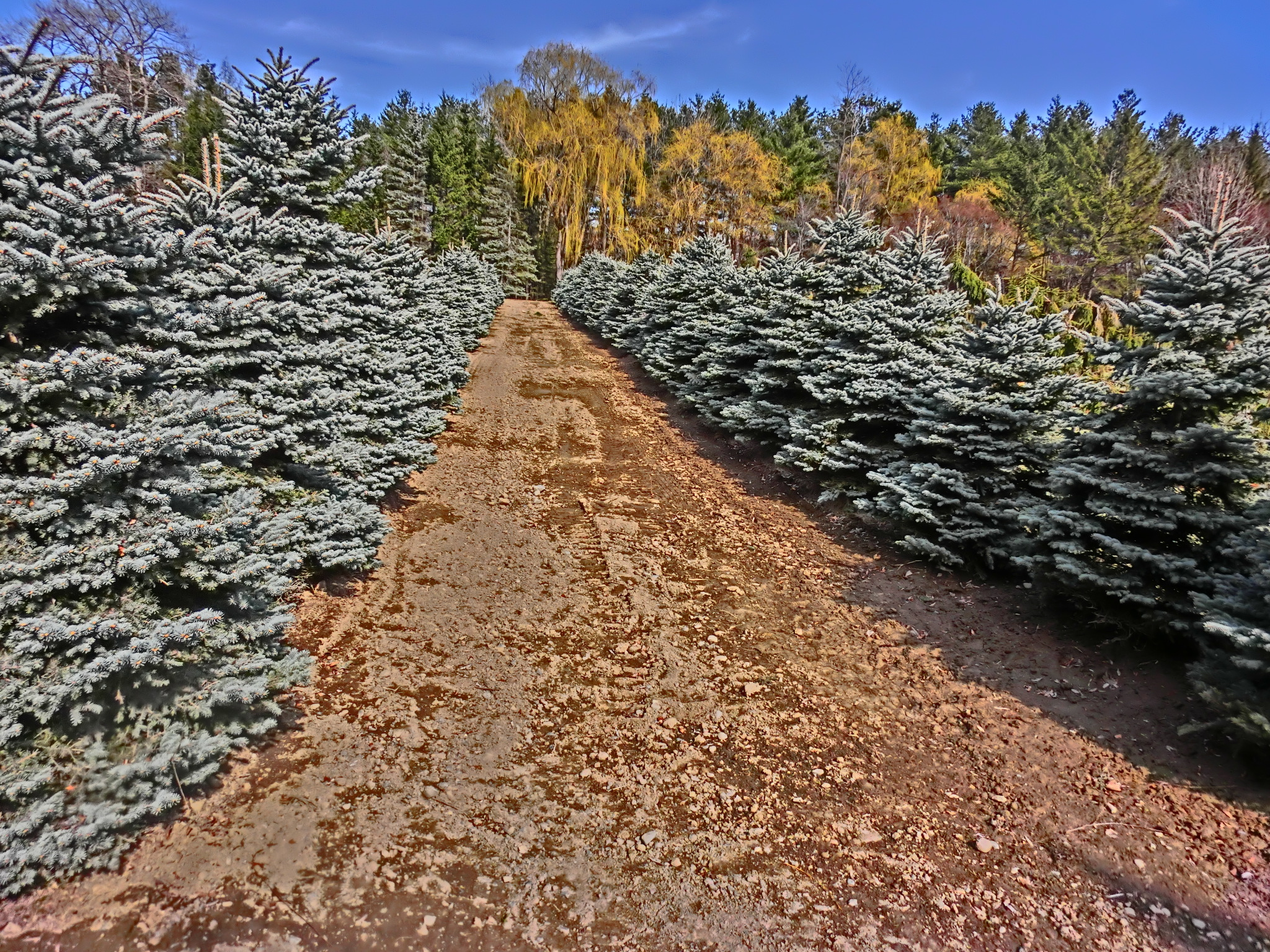
生産農場

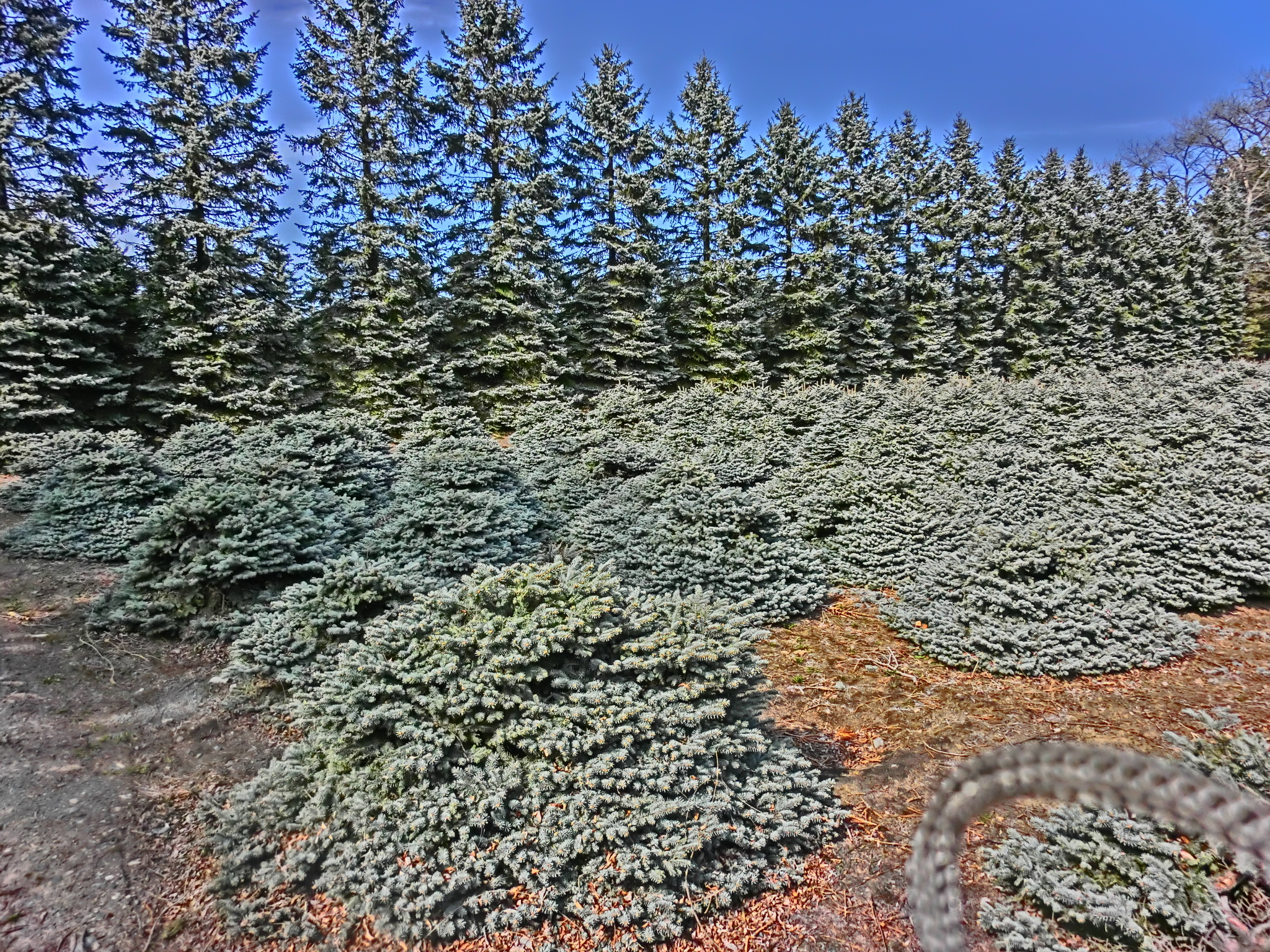
生産農場のプンゲンストウヒ　グロポーザ

苗畑ではクリスマスツリー用のモミやトウヒなどを主に生産している。苗木は大地が凍結する冬季は作業できないので初冬までの時期にパート従業員を駆使して出荷に追われ、1年で最も忙しい時期となる。苗木の通信販売も行っている。矮性種を中心に新品種の開発も行われ、2003年現在で10品種ほどを開発している。

## 営業時間
- 午前8時から日没（6-8月は最終入園6時）
- 冬季(12月-4月)は閉園し、5月連休前よりオープンする

## 交通
- JR帯広駅より国道236号線を南方向に車で15分
- 帯広空港より北方に車で20分

## 特記事項
- 2011年、「真正閣」の築100年を記念して「帯広コンテンポラリーアート2011　真正閣の100日」と題して、同家屋を中心に現代美術展が開かれた[14]。実行委員長は美術作家池田緑が務め、帯広や札幌、旭川、北見の現代美術作家計32人が参加した[14]。
- 1993年、「真正閣」に保管されていた皇室ゆかりの品々が盗難にあう事件が起きている。明治天皇の鞄や大正天皇のすずり等が盗まれた。また帯広出身の書家、桑原翠邦氏の掛け軸なども盗まれた。犯人は格子戸を鋸で切断して侵入した[13]。
- 庭園敷地には、無料で立ち入れるスペースもあり、遊具や柳の大木を使ったツリーデッキが設置されている。苗木販売スペースや喫茶・温室も無料開放スペースに位置する[8]。
- 香川県のカーネーション生産農場である真鍋農園とは無関係である。

## ギャラリー

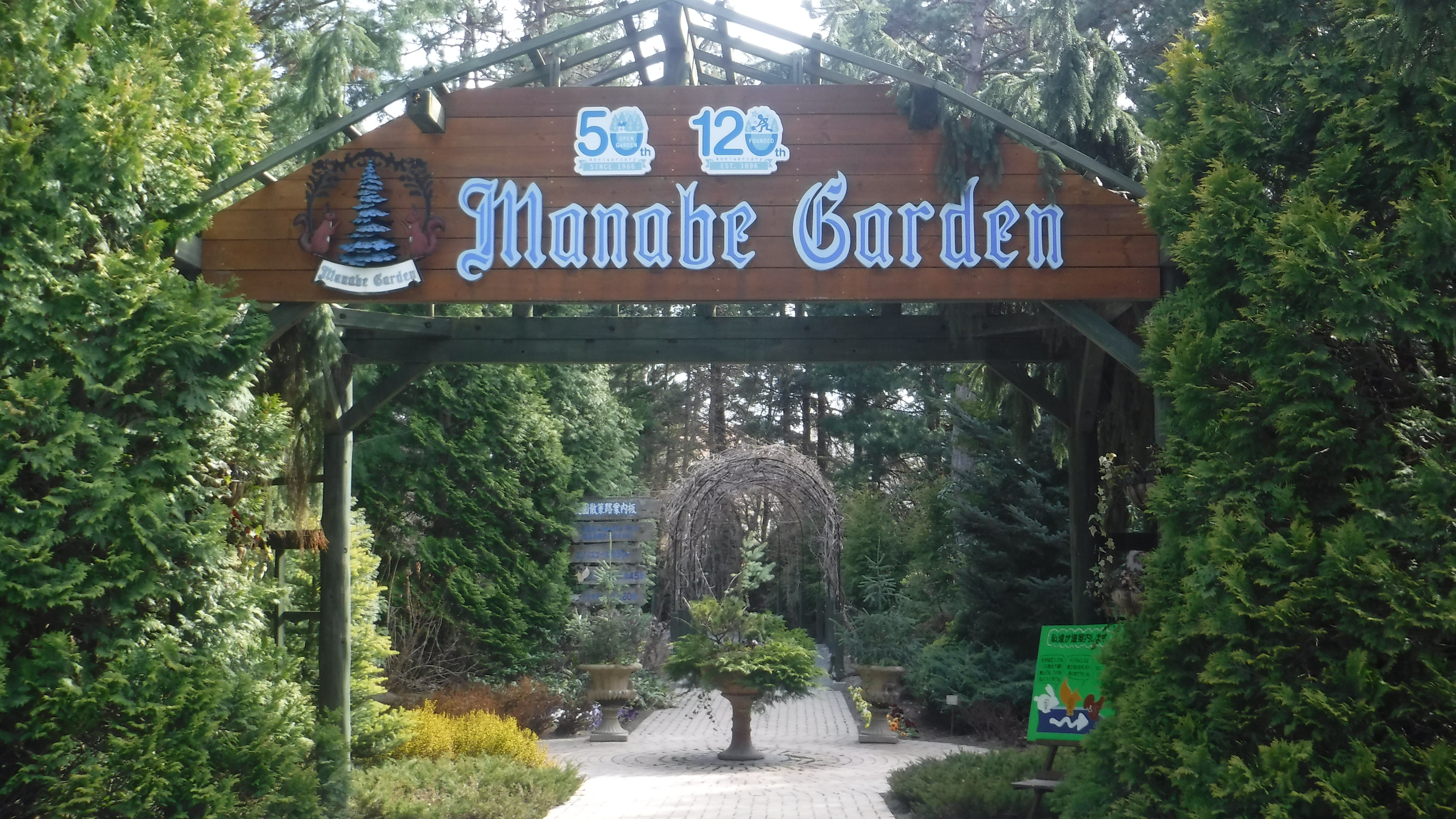
庭園の門
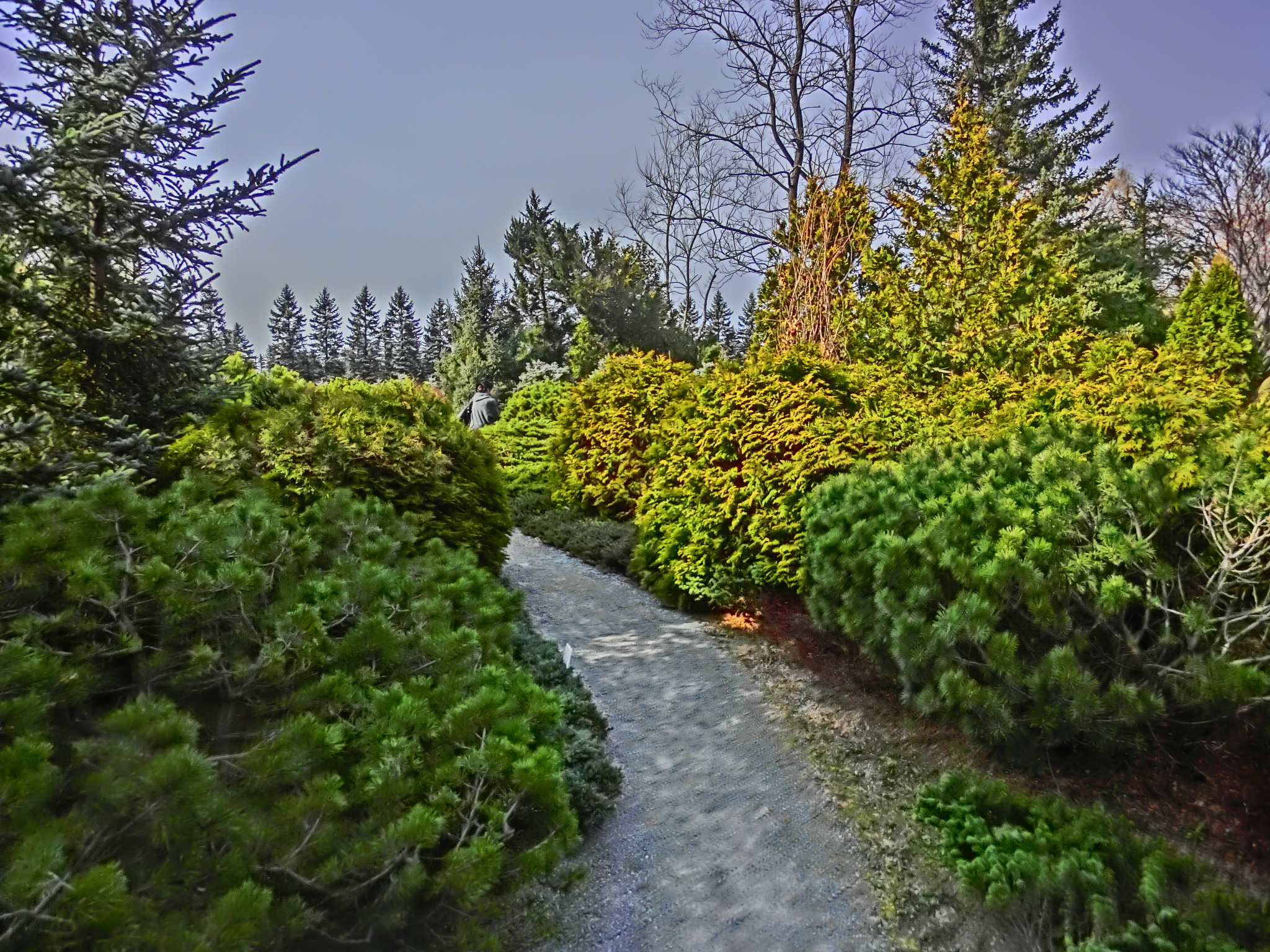
ヨーロッパ庭園
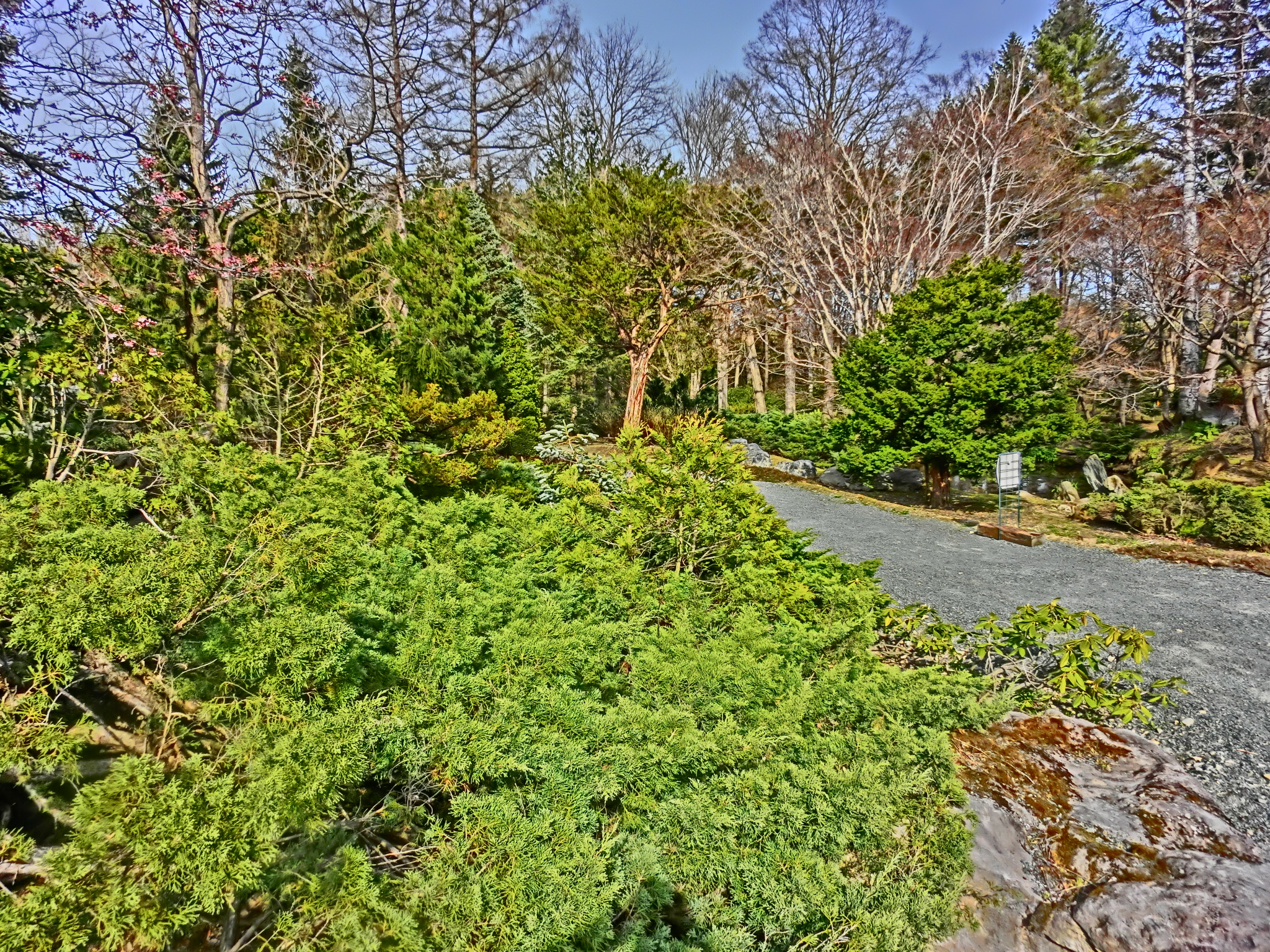
ヨーロッパ庭園
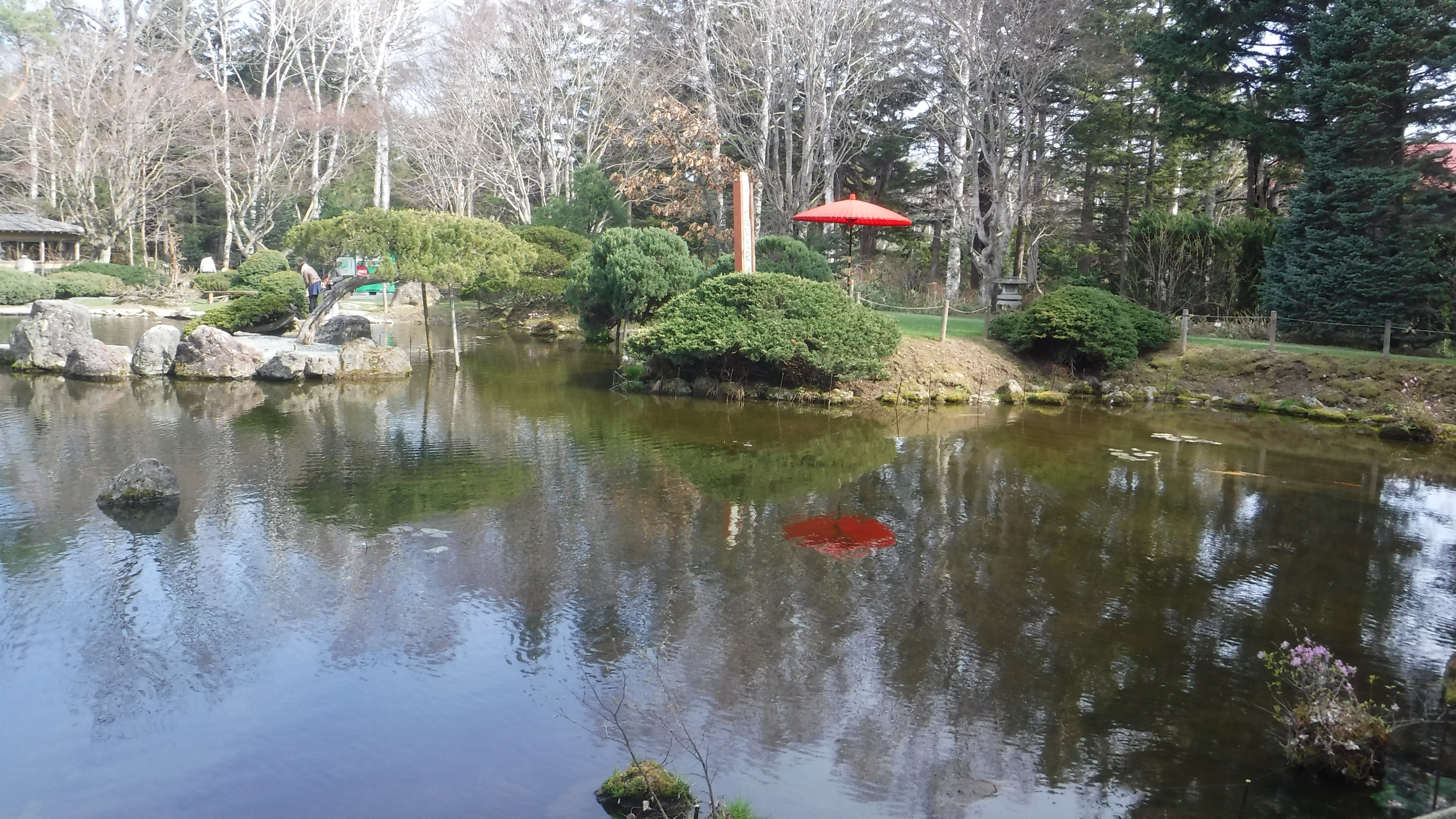
日本庭園
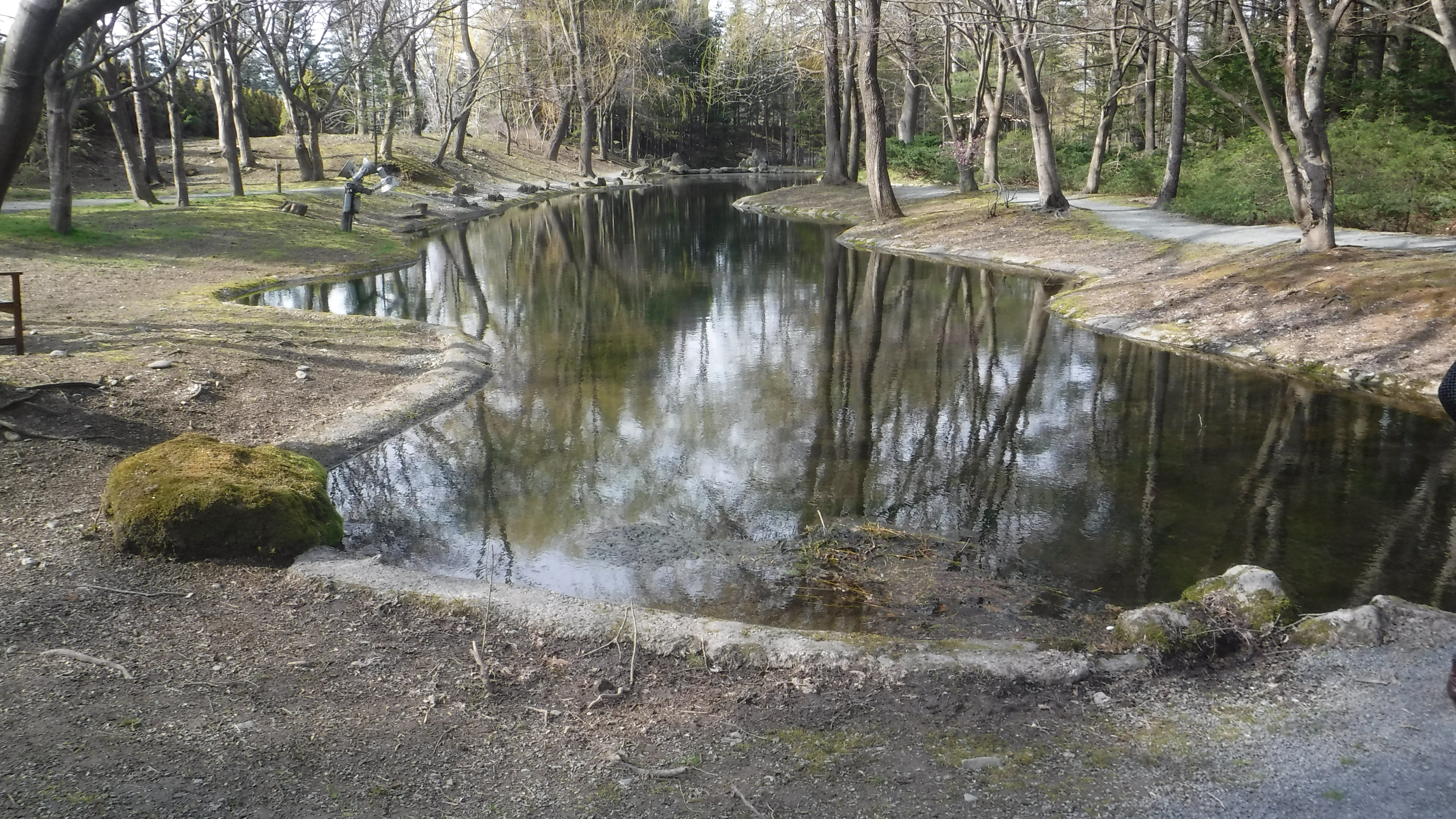
風景式庭園
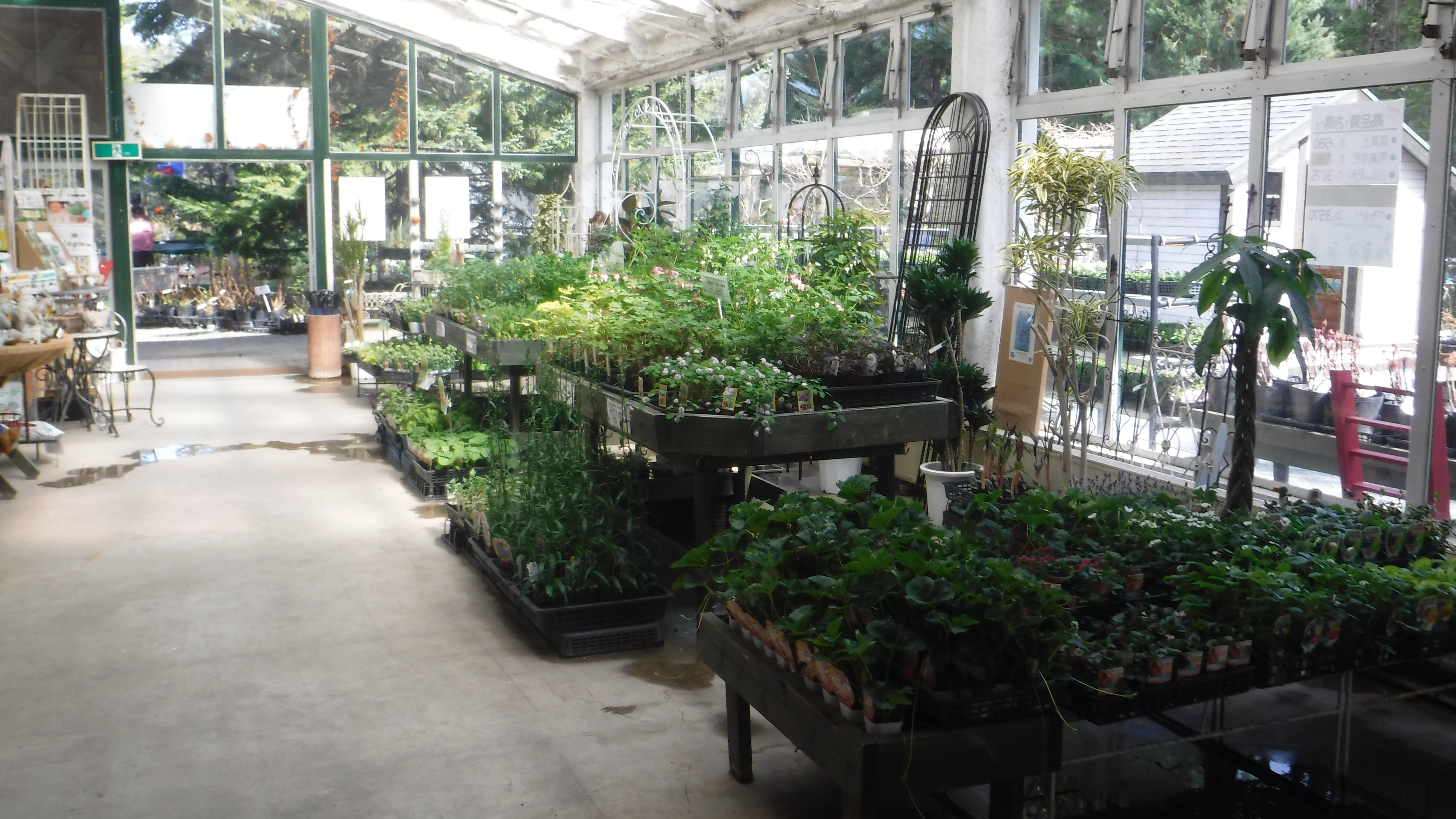
温室
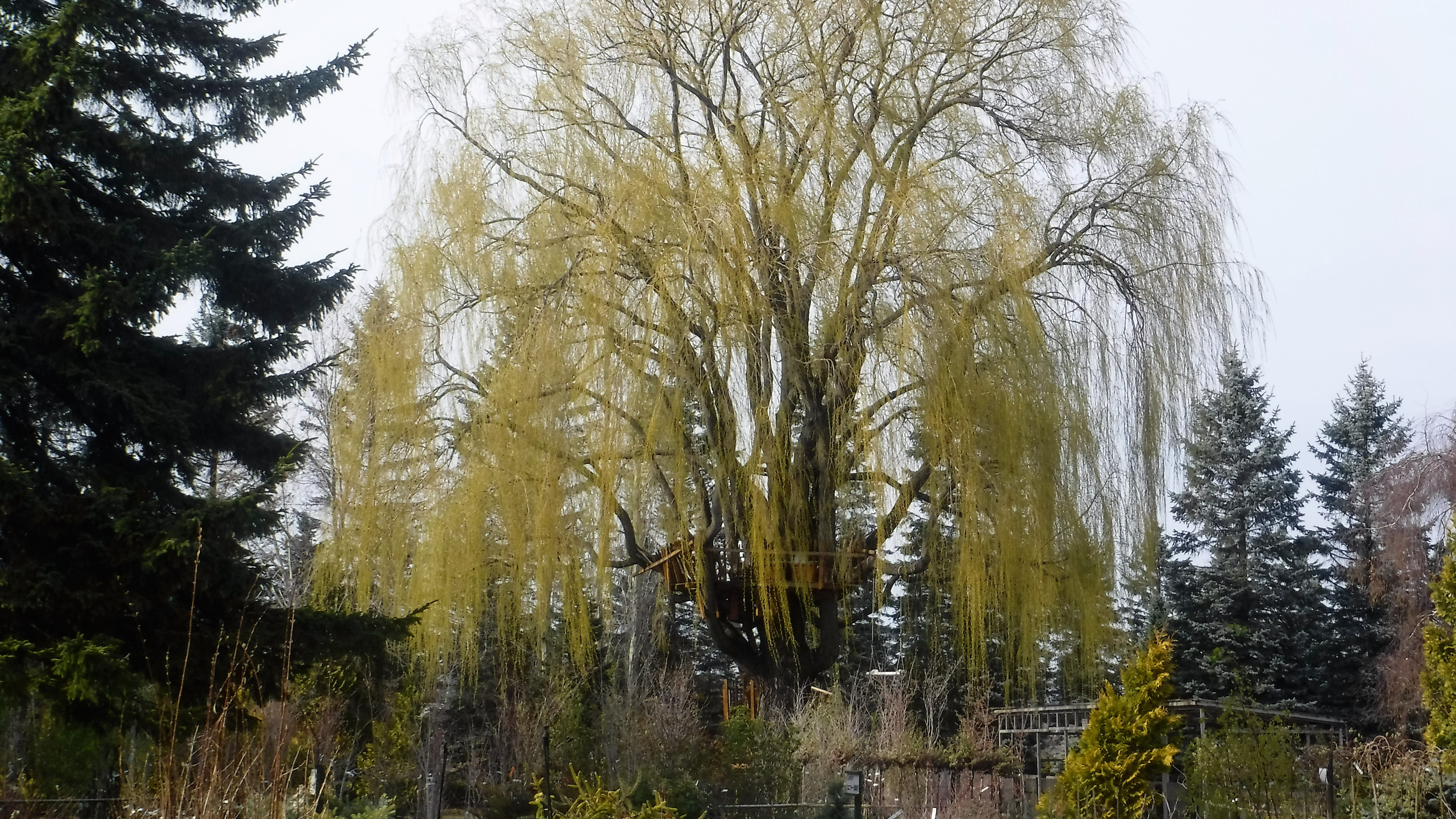
シダレヤナギに設置されたツリーデッキ
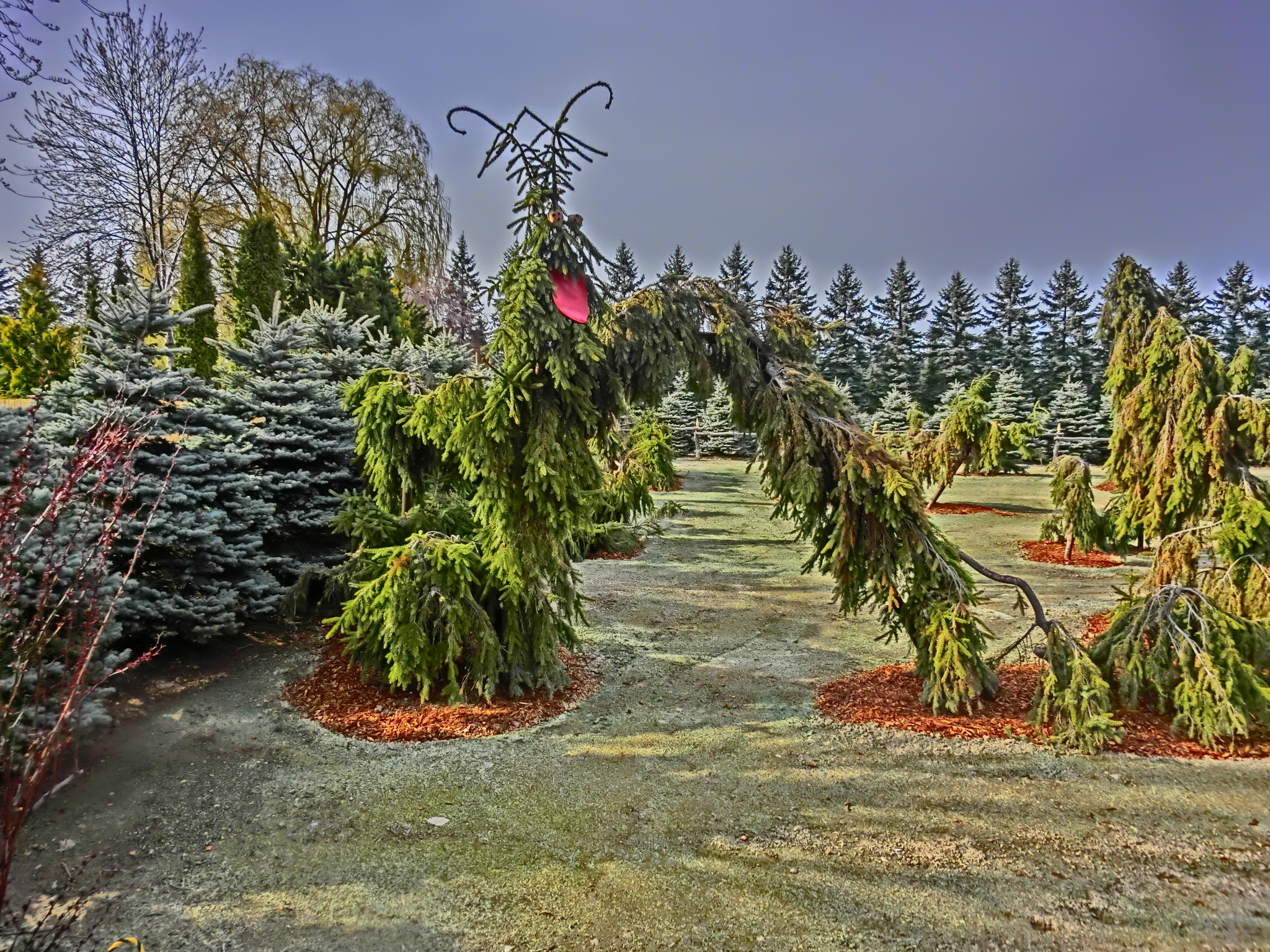
モンスターガーデン
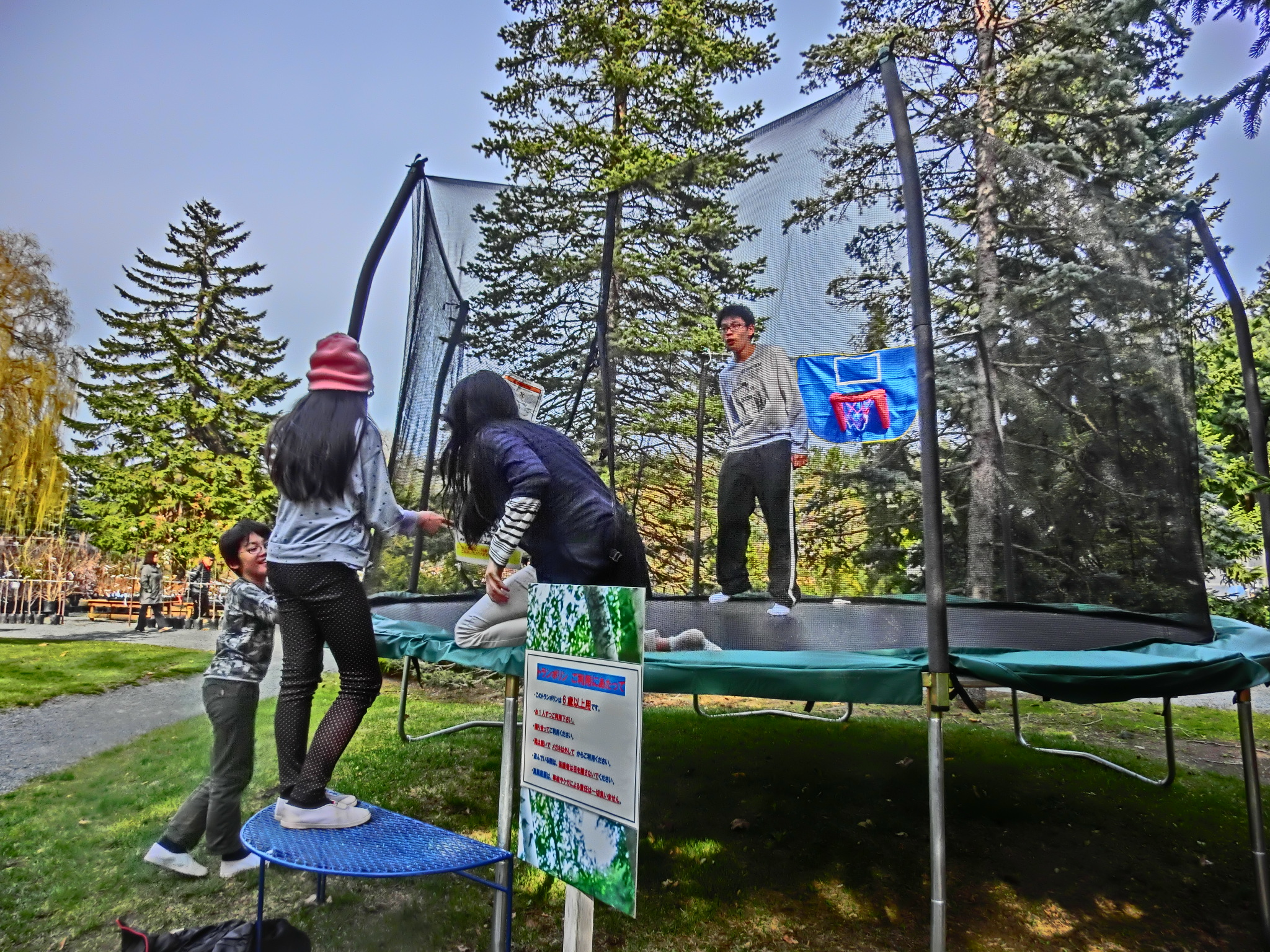
遊具